# École pour l'Informatique et les Techniques Avancées
École pour l'informatique et les techniques avancées, também conhecida como Epita, é uma Escola Universitária de Engenharia, localizada em Le Kremlin-Bicêtre.
Fundada em 1984, ela é uma das mais prestigiosas e seletas Universidades na França e uma referência na área de telecomunicação e ciências da informação. Atualmente contando com 250 graduados por ano, a Epita aparece em diversas classificações entre as melhores instituições na área de engenharia de computação.